# Giuseppe Corrias (1892-1970)
Giuseppe Corrias (Cagliari, 1º febbraio 1892 – Roma, 14 giugno 1970) è stato un militare italiano, decorato di Medaglia d'oro al valor militare a vivente nel corso della prima guerra mondiale. Decorato anche con due Medaglie di bronzo al valor militare e con la Croix de guerre 1914-1918 francese.

## Biografia
Nacque a Cagliari il 1 febbraio 1892, figlio di Raffaele e di Adelaide Ibba. Marinaio della marina mercantile italiana, nel dicembre 1912 fu arruolato nella Regia Marina per compiere gli obblighi del servizio militare di leva. Allievo fuochista, nel maggio 1913 ottenne tale qualifica e fu destinato a prestare servizio sulla nave Garigliano.  All'atto dell'entrata in guerra del Regno d'Italia, avvenuta il 24 maggio 1915, si trovava imbarcato sulla torpediniera 18 O.S., e prese parte a numerose missione belliche. Il 15, 16 e 17 dicembre 1917 prese parte a una missione notturna di trasporto e recupero a bordo di un barchino, di un ufficiale in territorio nemico nell'Alto Adriatico. Per il recupero ci furono delle difficoltà, da lui risolte brillantemente, riuscendo a sfuggire alla sorveglianza nemica.  Per questo fatto fu decorato di Medaglia di bronzo al valor militare. Offertosi volontario per una speciale operazione di forzamento della base navale di Pola, condotta dal comandante Marco Pellegrini e che doveva portare al siluramento di alcune unità nemiche, venne imbarcato sul MAS Grillo. Il 13 maggio 1918 il motoscafo, con a bordo lui che manovrava il timone, Pellegrini, il silurista Antonio Milani, e Francesco Angelino, venne scoperto mentre forzava il primo sbarramento e attaccato da un mezzo di sorveglianza mentre stava oltrepassando il quarto sbarramento.  Vistosi preclusa ogni possibilità di attacco, decise di autoaffondare il mezzo e si lanciò in mare insieme al resto dell'equipaggio, venendo catturato e fatto prigioniero. Fu liberato il 19 novembre dello stesso anno, venendo promosso sottocapo meccanico per merito di guerra e decorato di Medaglia d'oro al valor militare a vivente “motu proprio” del Re Vittorio Emanuele III.
Congedato nel maggio 1919, nel settembre 1923 si arruolò nella 176ª Legione "Cacciatori Guide di Sardegna" operante in Libia. Volontariamente si trasferì nel marzo 1926 in forza alla 1ª Coorte della 2ª Legione libica con il grado di caposquadra, venendo decorato di una seconda Medaglia di bronzo al valor militare a Sciafa nel maggio dello stesso anno. Promosso 2° capo meccanico e poi sottotenente del CEMM nella riserva nell'agosto successivo. All'inizio della seconda guerra mondiale fu richiamato temporaneamente in servizio attivo, operando a Tobruk e prendendo parte ad alcune missioni in Cirenaica. Congedato nel maggio 1942, venne promosso tenente della riserva, e nel gennaio 1955 posto in congedo assoluto con il grado di capitano del CREMM.
Si spense a Roma il 14 giugno 1970.

## Onorificenze

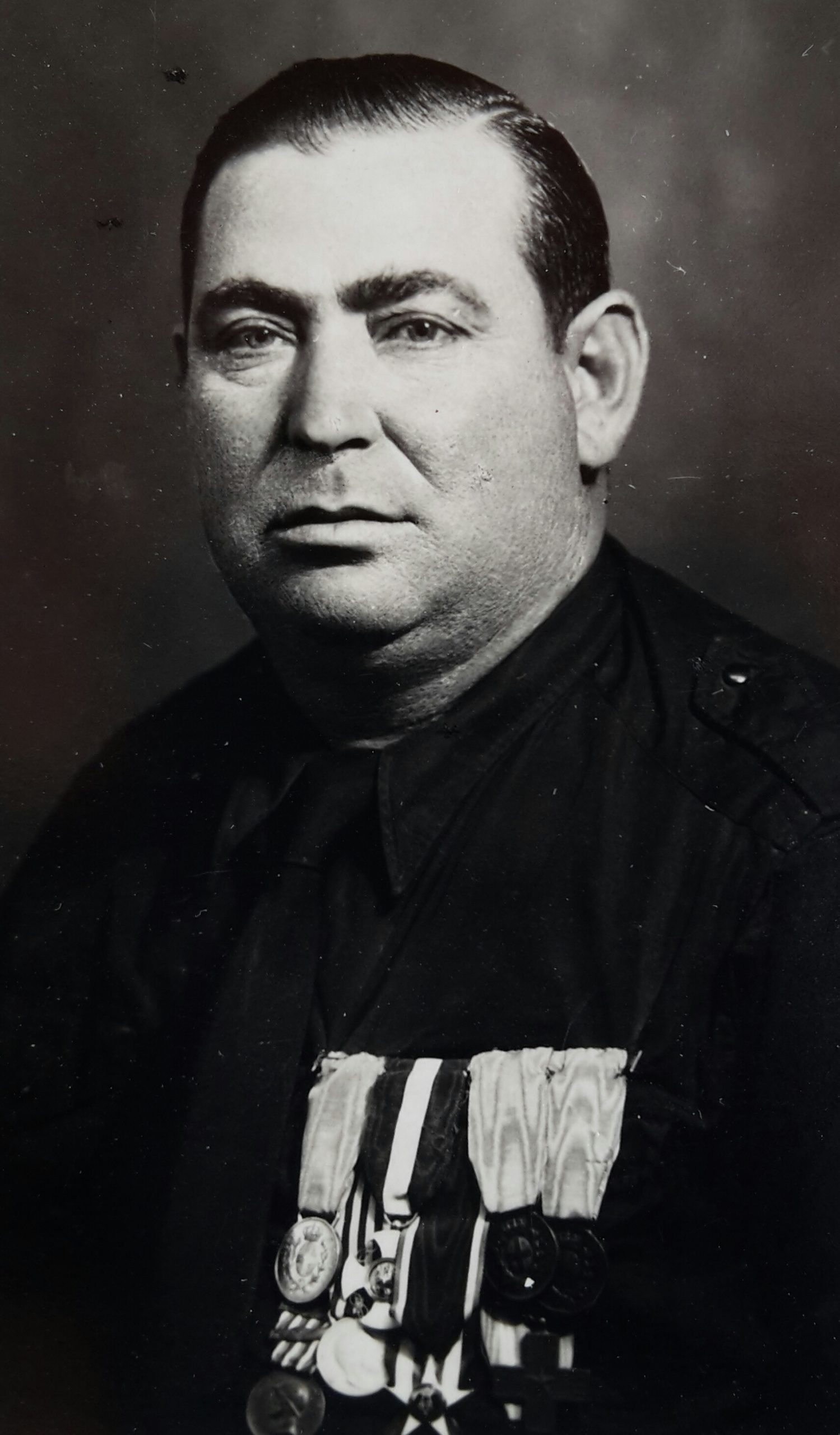
Giuseppe Corrias con le decorazioni